# Международный гроссмейстер (шашки)
Международный гроссмейстер (англ. International Grandmaster, фр. Grand maître international), GMI — пожизненное
звание, присваиваемое ФМЖД (Всемирной Федерацией Шашек) шашистам, а также Международной Федерацией Шашек (IDF) за выполнение определённых квалификационных требований. Подразделяется на международный гроссмейстер среди женщин (International Grandmaster women), сокращённо GMIF; международный гроссмейстер по композиции (International Grandmaster of the Problemism), сокращённо GMPI.

## История
Звание присваивается Генеральной Ассамблеей ФМЖД (General Assembly, GA) или Техническим комитетом ФМЖД.
Правила награждения ратифицированы Генеральной Ассамблеей 4 декабря 1982 г. и изменены GA в 1984, 1986, 1988, 1990, 1992, 1994, 1998, 2001, 2003, 2009, 2011 годах.
Присваивается автоматически:
- за 1-3 места на чемпионатах мира (Всемирных интеллектуальных играх) или Европы (с условием — в чемпионате не менее 20 игроков),
- 1-2 места на чемпионатах мира (Всемирных интеллектуальных играх) или Европы (с условием — в чемпионате не менее 16 игроков),
- 1 место на чемпионате Америки, Африки, Азии (с условием — в чемпионате не менее 16 игроков)

В шашках-64 звание международный гроссмейстер присваивается с 1986 года. Первым GMI стал Александр Кандауров. После создания IDF присваивается ею.

## Обладатели звания

### Международные шашки

#### Мужчины
- Нидерланды — 33 GMI

Яннес ван дер Вал, Герман де Йонг, Тон Сейбрандс, Герт ван Дейк, Рейнир Корнелис Келлер, Пит Розенбург, Герард Янсен, Александр Балякин, Харм Вирсма, Мартин Долфинг, Кес Тейссен, Эрно Просман, Роб Клерк, Рон Хёсденс, Ауке Схолма, Герт ван Алтен, Йохан Крайенбринк, Хендрик ван дер Зее, Йерун ван ден Аккер, Ханс Янсен, Йос Стоккел, Йохан Бастианнет, Хейн Мейер, Джон ван ден Борст, Пим Мёрс, Рул Бомстра, Ян Грунендейк, Мартейн ван Эйзендорн, Ваутер Сипма, Йитсе Слюмп, Свен Винкел, Антон Ван Беркел, Вигер Весселинк
- Россия — 11 GMI

Алексей Чижов, Александр Георгиев, Александр Шварцман, Гетманский Александр, Андрей Калмаков, Владимир Мильшин, Вячеслав Щёголев, Михаил Кореневский, Муродулло Амриллаев, Айнур Шайбаков, Иван Трофимов.
- Сенегал — 8 GMI

Н’Диага Самб, Макоду Н’Диайе, Баба Си, Абдулай Дер, Хабиб Кане, Малик Диалло, Мор Сек, Басиру Ба.
- США — 6 GMI

Исер Куперман, Александр Могилянский, Михаил Кац, Владимир Вейцман, Михаил Корхов, Владимир Каплан
- Белоруссия — 6 GMI

Анатолий Гантварг, Евгений Ватутин, Александр Пресман, Сергей Носевич, Александр Булатов, Михаил Семенюк
- Монголия — 6 GMI

Эрденебилег Дул, Ганбаатар Ганджаргал, Дэлэгийн Баттулга, Отгонбаярын Тувшинболд, Равжирын Манлай, Сухбат Цогтбаатар.
- Латвия — 5 GMI

Андрис Андрейко, Гунтис Валнерис, Раймонд Випулис, Лаймонис Залитис, Владимир Вигман
- Германия — 4 GMI

Марк Подольский, Вадим Вирный, Александр Дыбман, Александр Фурман
- Украина — 4 GMI

Игорь Кирзнер, Ростислав Лещинский, Артём Иванов, Юрий Аникеев
- Камерун — 3 GMI

Жан-Марк Нджофанг, Леопольд Кугу, Флобер Ндонзи
- Китай — 3 GMI

Чжоу Вэй, Ли Чжэнью, Пань Имин
- Франция — 3 GMI

Арно Кордье, Максим Куаме, Люк Гинар
- ДР Конго — 3 GMI

Фредди Локо, Алаин Дингомбе Букаса, Мукенди Рейган Лютета
- Бразилия — 2 GMI

Жозе Леонардо Тихера Борба, Аллан Силва
- Кот-Д’Ивуар — 2 GMI

Дидье Куасси, Жюль Атсе
- Литва — 2 GMI

Эдвард Бужинский, Алексей Домчев
- Швейцария — 2 GMI

Андреас Кьюкен, Ханс Вермин
- Эстония — 2 GMI

Урмо Ильвес, Кайдо Леесман
- Суринам — 2 GMI

Эдуард Аутар, Гуно Бурлесон
- Гвинея — 1 GMI

Шарль Акои
- Израиль — 1 GMI

Игал Койфман
- Канада — 1 GMI

Марсель Делорье
- Мали — 1 GMI

Н’Диайе, Мамина
- Туркменистан — 1 GMI

Мустафа Дурдыев
- Узбекистан — 1 GMI

Николай Мищанский
- Республика Конго — 1 GMI

Тардорел Итуа

#### Женщины
- Россия — 8 GMIF

Елена Читайкина, Тамара Тансыккужина, Дарья Ткаченко, Елена Мильшина, Матрёна Ноговицына, Ксения Нахова, Айгуль Идрисова, Елена Михайловская
- Нидерланды — 5 GMIF

Карен Ван Лит, Людмила Мейлер-Сохненко, Нина Хукман, Ольга Камышлеева, Татьяна Чуб
- Монголия — 4 GMIF

Эрдэнэцогтын Махдахнаран, Нямжаргал Мунхбаатар, Энхболд Хуслен, Мунхжин Баатархуу
- Белоруссия — 2 GMIF

Ирина Пашкевич, Ольга Федорович
- Израиль — 2 GMIF

Ольга Левина, Любовь Шаус
- Украина — 2 GMIF

Ольга Балтажи, Виктория Мотричко
- Китай — 2 GMIF

Чжан Ю, Чжао Ханьцин
- Польша — 2 GMIF

Наталия Садовска, Марта Банковска
- Бельгия — 1 GMIF

Эва Шаллей
- Германия — 1 GMIF

Елена Альтшуль
- Латвия — 1 GMIF

Зоя Голубева
- Литва — 1 GMIF

Живиле Рингялене

### Шашки-64

#### Мужчины
- - 1. Кандауров Александр, 1956 г.р., СССР
  - 2. Вигман Владимир, 1952, СССР
  - 3. Дуглас Диниз, Бразилия
- 1988 год
  - 4. Шварцман Александр, 1967, СССР
  - 5. Лещинский, Ростислав Самуилович, 1957, СССР *1990 год
  - 6. Рахунов Михаил, 1953, СССР
- 1994 год
  - 7. Лоуривал Франса, Бразилия
  - 8. Куперман Исер, 1922—2006, США
  - 9. Амриллаев Муродулло. 1972, Таджикистан-Россия
  - 10. Королёв Юрий, 1958, Россия
  - 11. Плакхин Аркадий, 1940, Белоруссия
  - 12. Виктор Терещенко,1963, Россия
- 1996 год
  - 13. Доска Ион, 1955, Молдова
  - 14. Колесов Гаврил, 1979, Россия
  - 15. Николай Мищанский, 1954, Узбекистан
- 1998 год
  - 16. Шапиро Геннадий,1958, Латвия-Германия
  - 17. Валюк Андрей, 1974, Белоруссия
  - 18. Гребёнкин Валерий, 1961, Украина
  - 19. Фазылов Маркиэл, 1954, Узбекистан
  - 20. Уутма Арно, 1963, Эстония
  - 21. Макаренков Игорь, 1964, Украина
  - 22. Бойко Сергей, 1958, Украина
  - 23. Цирик Зиновий, 1924, Украина
- 2001 год
  - 24. Бонадыков Сергей, Россия
  - 25. Бессчастнов Александр, 1966, Украина
  - 26.Габриелян Виталий, 1945, Белоруссия
  - 27.Абациев Николай, 1940, Россия
  - 28.Фёдоров Михаил, 1964, Россия
  - 29.Норель Моня, 1948, Молдова
  - 30. Токусаров Иван, 1973, Россия
- 2003 год
  - 31.Алишер Артыков, 1972, Узбекистан
  - 32.Кибартас Андрюс, 1983, Литва
  - 33.Аникеев Юрий, 1983, Украина
  - 34. Гетманский Александр, 1977, Россия
- 2005 год
  - 35.Белошеев Сергей,1986, Украина
- 2006 год
  - 36. Дмитрий Цинман, 1980, Россия
- 2007 год
  - Николай Стручков, 1986 (Россия)
- 2008 год
  - Таштемиров Абдукадыр (Казахстан)
  - Иванов Артём (Украина)
  - Олег Дашков, 1976 (Россия)
  - Пётр Чернышёв (Россия)
- 2010 год
  - Владимир Егоров, 1989 (Россия)
- 2012 год
  - Владимир Скрабов (Россия)
  - Мират Жекеев (Казахстан)
- 2013 год
  - Евгений Кондраченко, 1979 (Белоруссия)
  - Ахмет Бяшимов (Казахстан)
  - Николай Гермогенов (Россия)
- 2014 год
  - Игорь Михальченко (Белоруссия)
- 2015 год
  - Самандар Каланов (Узбекистан)
- 2016 год
  - Антон Беликов (Россия)
  - Антон Созинов (Россия)
  - Александр Буров (Россия)
  - Николай Гуляев (Россия)
  - Владимир Лангин (Россия)
  - Ричард Мваммба (ДР Конго)
  - Мануэль Важ Виера (Португалия)
  - Алексей Домчев (Литва)
  - Арунас Норвайшас (Литва)
  - Сигитас Смайдрис (Литва)
  - Лю Цзинсин (Китай)
- 2017 год
  - Владислав Мазур (Украина)
  - Дамир Рысаев (Россия)
  - Михаил Семенюк (Белоруссия)
- 2018 год
  - Луканга Мамбве (Замбия)
  - Рид Уэйн (Ямайка)
- 2019 год
  - Андрей Гнелицкий (Россия)
  - Владислав Валюк (Беларусь)
  - Дмитрий Мельников (Россия)
  - Домантас Норкус (Литва)
  - Антон Смирнов (Россия)
- 2020 год
  - Юрий Кириллов (Израиль)
- 2021 год
  - Алексей Куница (Беларусь)
  - Роберт Мисанс (Латвия)
  - Гунтис Валнерис (Латвия)
  - Гунтарс Пурвиньш (Латвия)
  - Роман Щукин (Россия)
  - Артём Агейкин (Россия)
- 2022 год
  - Георгий Таранин (Россия)
- 2023 год
  - Уильям Чинзеве (Замбия)
  - Мажит Саршаев (Россия)
- 2024 год
  - Лазиз Муралиев (Узбекистан)
  - Александр Ширяев (Россия)
  - Артём Тихонов (Беларусь)

#### Женщины
- 1994 год
  - 1. Бушуева Екатерина, 1962, Россия
  - 2. Макаренкова Юлия, 1973, Украина
  - 3. Андролойц Владислава, 1965, Литва
- 1996 год
  - 4. Рейниш Ольга, 1965, Украина
- 1998 год
  - 5. Есина Наталья, 1981, Украина
- 2001 год
  - 6. Людмила Свирь, 1978, Украина
  - 7. Анастасия Виноградова, 1976, Латвия
  - 8. Елена Борисова, 1982, Молдова
- 2003 год
  - 9. Антонина Лангина, 1959, Россия
  - 10. Людмила Сивук, 1968, Украина
- 2005 год
  - 11. Миськова Елена, 1986, Молдова
  - 12. Мосалова Юлия, 1984, Россия
  - 13. Мотричко Виктория, 1989, Украина
- 2008 год
  - 14. Саршаева Жанна (Россия)
  - 15. Юлия Кузина (Россия)
- 2010 год
  - Наталия Фёдорова, 1971, (Россия)
- 2013 год
  - Степанида Кириллина (Россия)
  - Сайора Юлдашева (Узбекистан)
- 2014 год
  - Дарья Федорович (Белоруссия)
- 2016 год
  - Елена Короткая (Украина)
  - Лю Пэй (Китай)
- 2018 год
  - Вера Хващинская (Белоруссия)
- 2019 год
  - Яна Якубович (Белоруссия)
  - Алтынай Джумагалдиева (Казахстан)
- 2021 год
  - Мария Гайдаржи (Молдова)
- 2022 год
  - Виктория Николаева (Белоруссия)
  - Щахзода Турсунмуротова (Узбекистан)
  - Ника Леопольдова (Россия)
- 2024 год
  - Анель Давлетова (Казахстан)
  - Тунаара Фёдорова (Россия)